# Alnus viridis
Alnus viridis là một loài thực vật có hoa trong họ Betulaceae. Loài này được (Chaix) DC. mô tả khoa học đầu tiên năm 1805.

## Hình ảnh

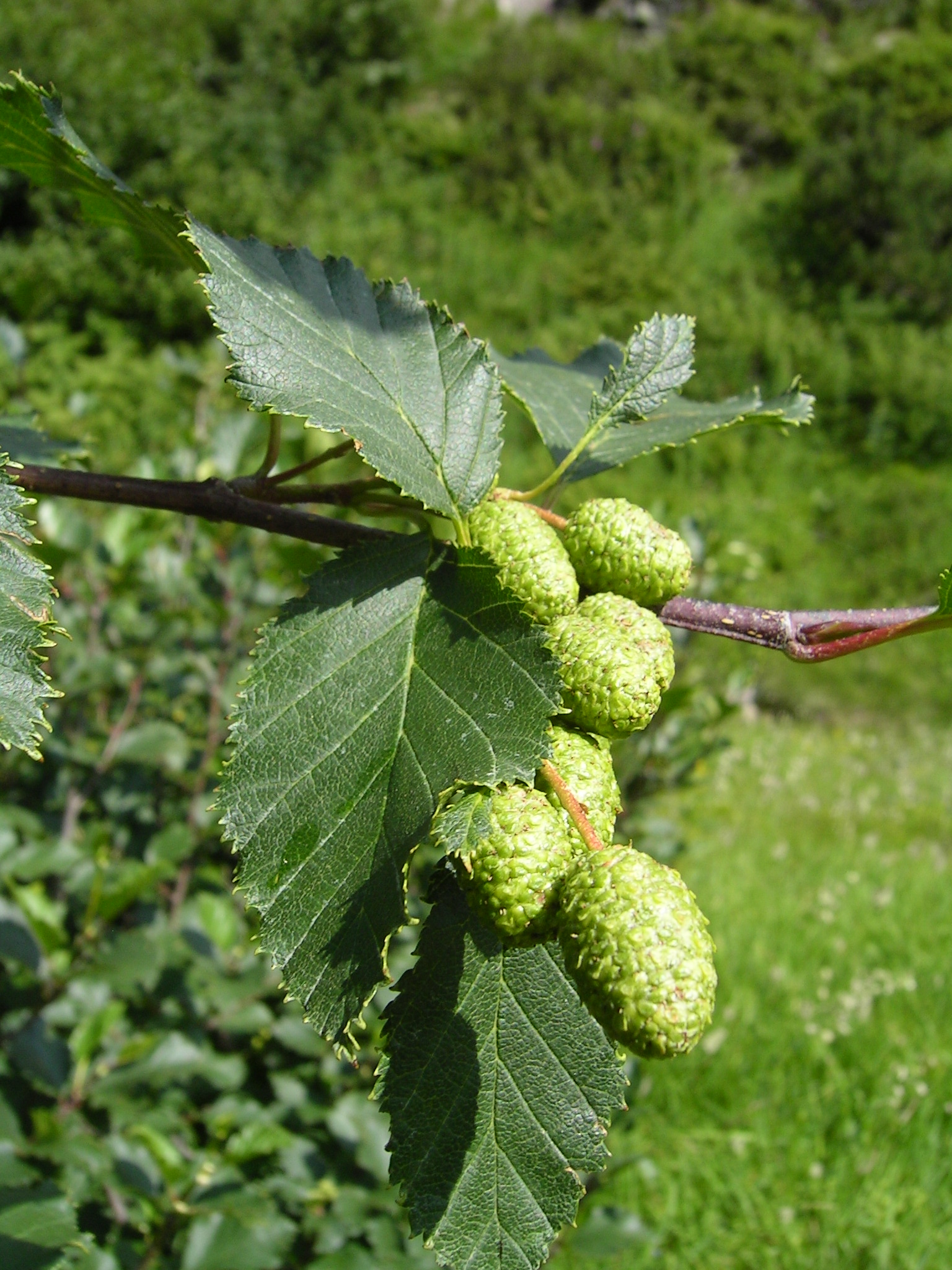
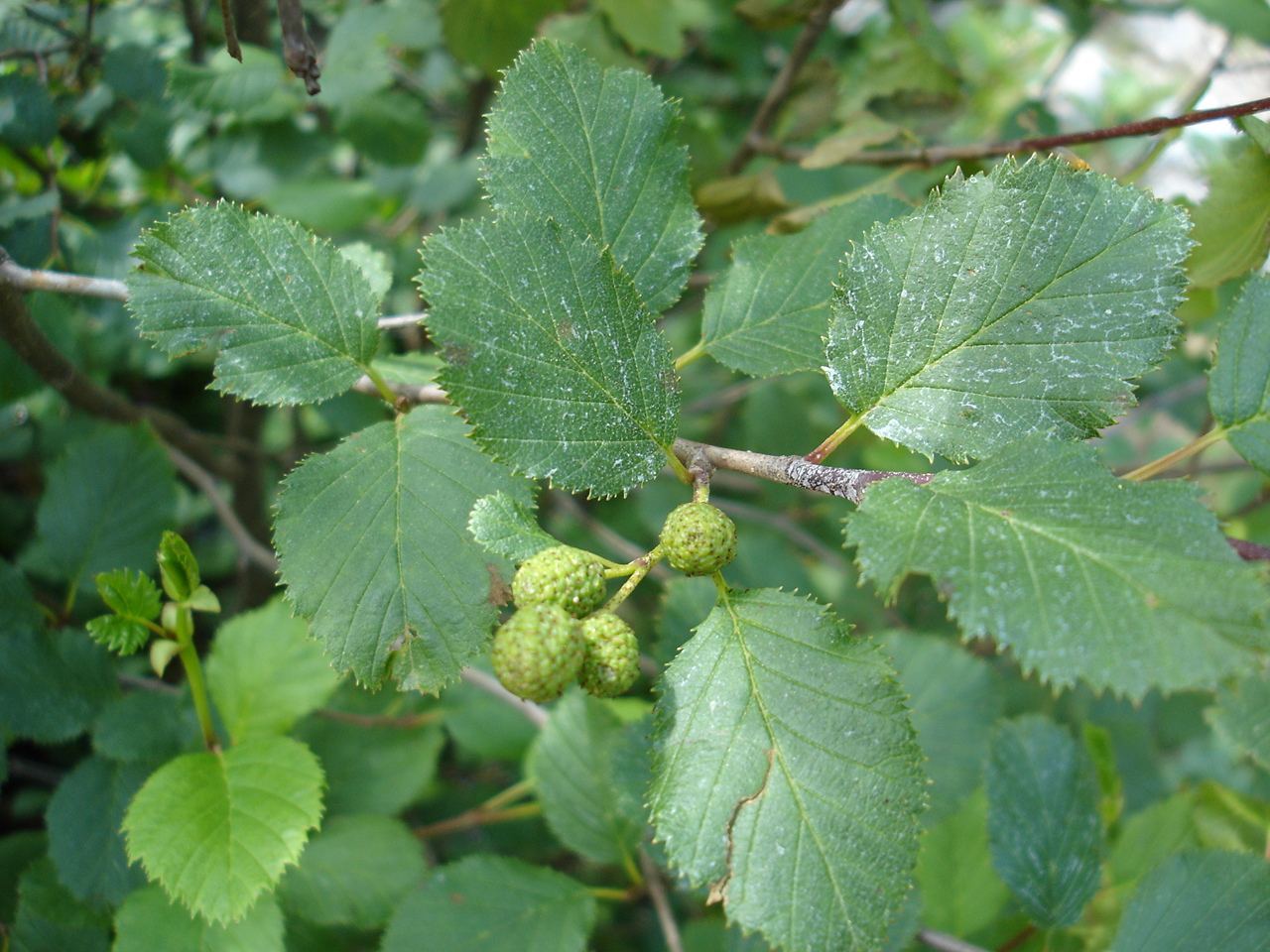
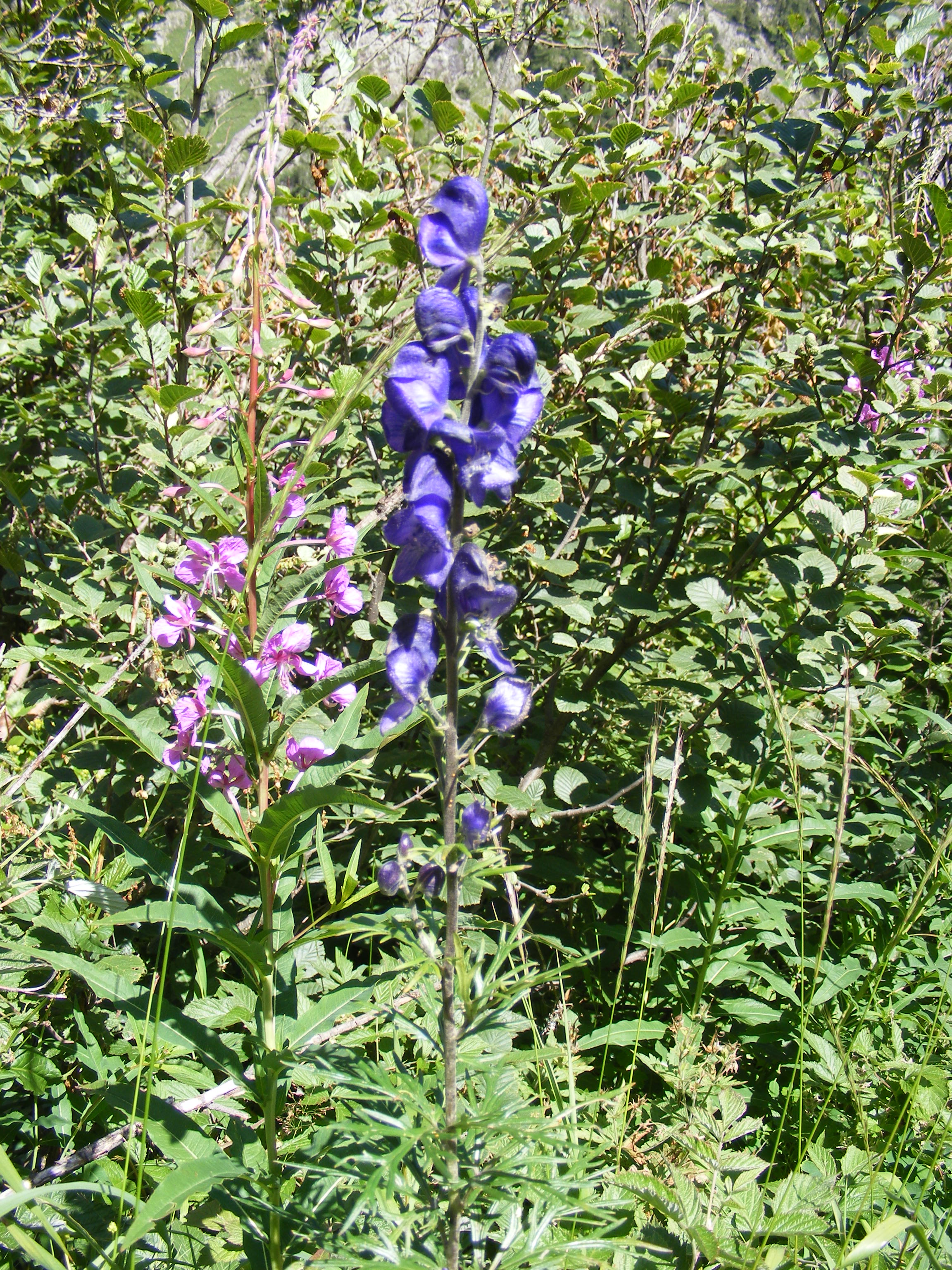
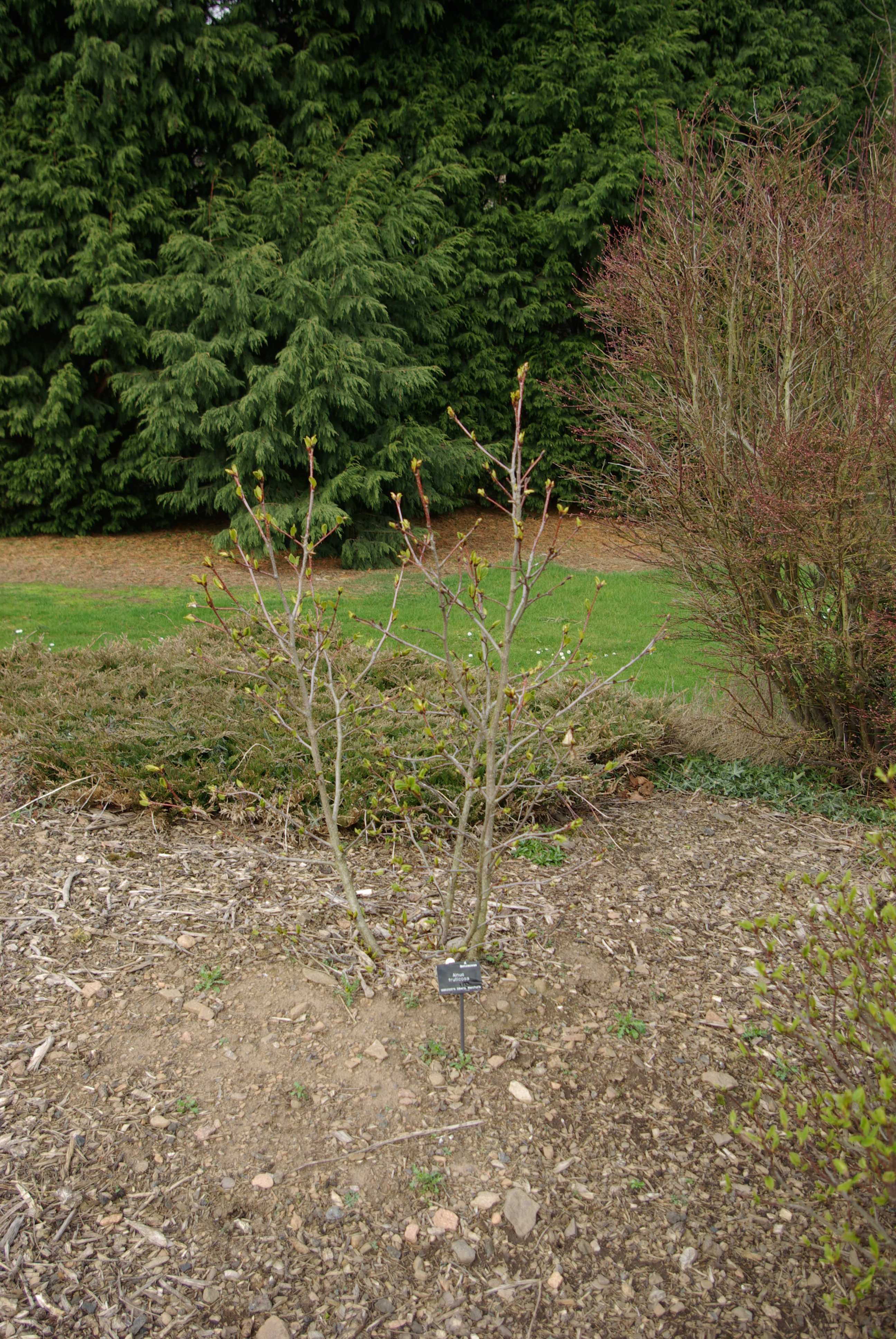